# ديانا غابالدون
ديانا غابالدون (Diana Gabaldon) هي مؤلفة أمريكية معرفة بكاتبتها لسلسلة روايات دخيلة (Outlander). كتبها تدمج أنواع متعددة من الرومانسية والخيال التاريخي والغموض والمغامرة والخيال العلمي.

## أعمالها

### سلسلة Outlander
السلسلة تركز على الممرضة الإنكليزية كلير بيشامب راندال حيث في سنة 1945 ترجع بالزمن إلى سنة 1743 في إسكتلندا، حيث تجد المغامرة والرومانسية مع محارب وسيم يدعى جيمي فريزر. السلسلة تقع احداثها في إسكتلندا وفرنسا وجزر الهند الغربية وإنكلترا وأمريكا الشمالية.
الروايات الرئيسة
- دخيلة (Outlander) صدرت في 1991
- اليعسوب في العنبر (Dragonfly in Amber) صدرت في 1992
- رحالة (Voyager) صدرت في 1994
- طبول الخريف (Drums of Autumn) صدرت في 1997
- الصليب الناري (The Fiery Cross) صدرت في 2001
- نفسا من الثلج والرماد (A Breath of Snow and Ashes) صدرت في 2005
- صدى في العظام (An Echo in the Bone) صدرت في 2005
- مكتوب بدماء قلبي (Written in My Own Heart's Blood) صدرت في 2014

## روابط خارجية
- ديانا غابالدون على موقع IMDb (الإنجليزية)
- ديانا غابالدون على موقع مونزينجر (الألمانية)
- ديانا غابالدون على موقع ميوزك برينز (الإنجليزية)
- ديانا غابالدون على موقع ديسكوغز (الإنجليزية)
- ديانا غابالدون على موقع قاعدة بيانات الفيلم (الإنجليزية)